# Hiroki Okuda
Hiroki Okuda (født 5. oktober 1992) er en japansk fodboldspiller, som spiller for den japanske fodboldklub Gainare Tottori.